# 人民中国出版社
人民中国出版社是中华人民共和国一家已经停办的出版社，由人民中国杂志社主办，属中国外文出版发行事业局，社址位于北京市西城区车公庄大街3号，ISBN出版者前缀为7-80065。
人民中国出版社成立于1988年6月16日，主要出版日文图书进行对日本宣传，也出版中文图书。人民中国出版社出版的图书，主要介绍中国的政治、经济、文化发展情况以及旅游地理文化知识。
1991年底，新闻出版署明令人民中国出版社撤销年画选题，但人民中国出版社仍印制了16种年画。新闻出版署的处罚决定，要求人民中国出版社將16种年画交由新华书店发行或自办发行，利润上缴北京市财政局。
1993年3月出版的《死神的呼唤：血淋淋的战争索赔案》、4月出版的《外蒙古独立内幕》、5月出版的《红色恐怖的铁拳》，为人民中国出版社招来罚单。新闻出版署认定：《死神的呼唤：血淋淋的战争索赔案》“严重违背了中央的有关政策，具有很强的煽动性，对保证国内安定团结不利，有严重政治错误”；《外蒙古独立内幕》“多有夸张和失实之处，损害中蒙睦邻友好关系，甚至会损害我国的国际形象”；《红色恐怖的铁拳》“泄漏了目前尚不宜公开宣传的内容，有些提法很不恰当，内容与史实也有出入”。新闻出版署要求在中国全国停售、封存这三部书，已发出的尽力追回，全部就地销毁，人民中国出版社承担销毁费用；处罚决定还要求中共中央党校，上报《红色恐怖的铁拳》作者（中共中央党校党史教研部教师）的有关情况及该书的资料来源。1993年6月3日，新闻出版署决定，停止人民中国出版社的中文出版业务，要求进行整顿。1994年9月2日，新闻出版署发文，同意结束人民中国出版社的整顿工作，要求自发文起一年内不得出版中文图书。1997年，中国外文局向新闻出版署上报《关于对我局属出版社出版中文图书予以规范限定及加强管理的意见》，在这份意见中，中国外文局决定人民中国出版社停止出版中文图书，“1997年除完成在制选题外不再另出中文图书”。
2001年2月7日，新闻出版署批复，同意中国外文局出版社整合方案。依据此方案，今日中国出版社、人民中国出版社、中国文学出版社、中国世界语出版社撤销，出版者前缀作废。